# Pascha

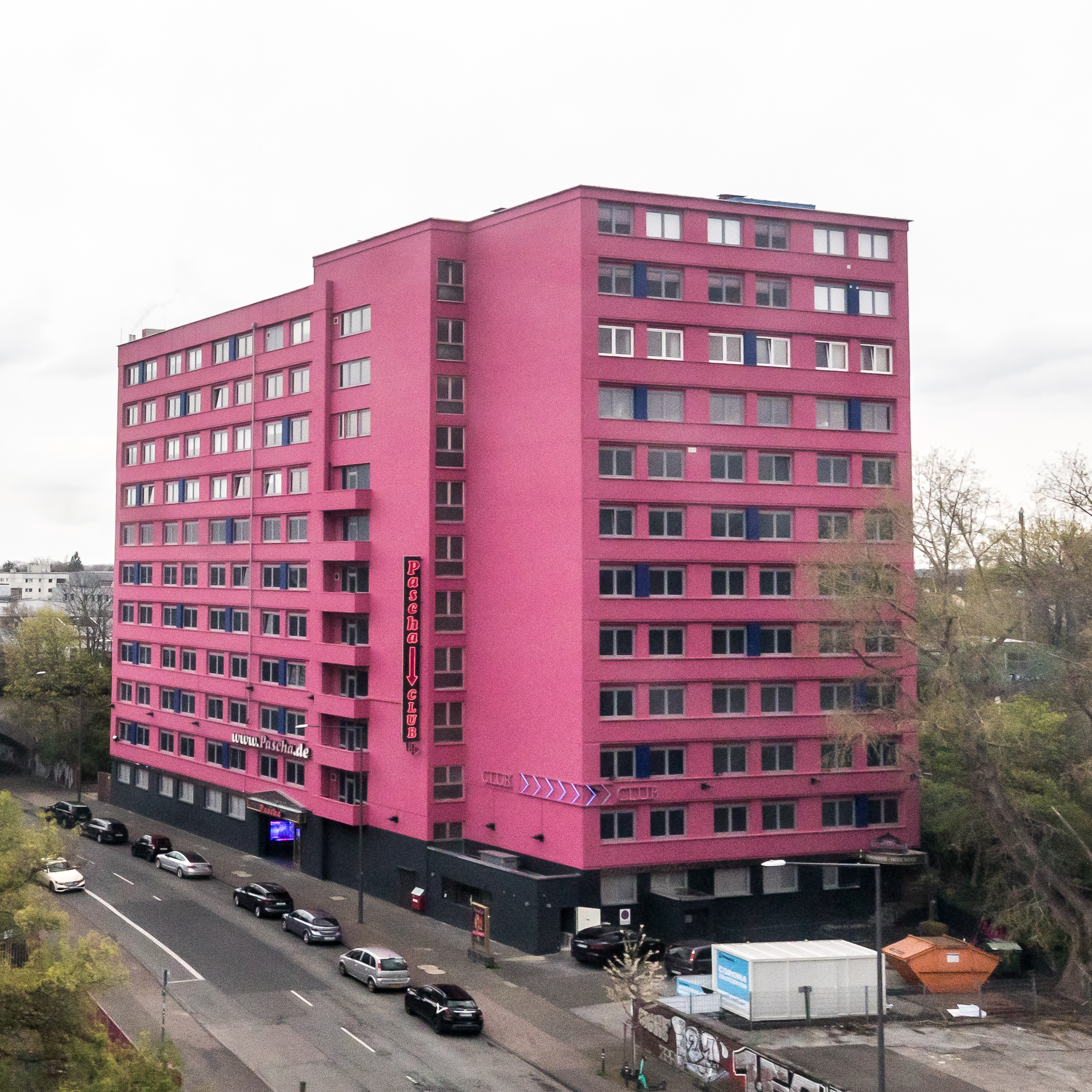
Pascha em abril de 2022, após sua reforma

O Pascha, um dos maiores bordéis do mundo e o maior da Europa, é um bordel em Colônia, Alemanha; tem 120 prostitutas, mais de 80 funcionários coadjuvantes e até 1.000 clientes por dia.

## História
O prostíbulo foi inaugurado em janeiro de 1972 na Hornstraße, sob o nome de "Eros Center". Foi o primeiro bordel arranha-céu da Europa. A cidade de Colônia queria eliminar a zona de meretrício "Kleine Brinkgasse" no centro da cidade e emitiu uma licença para construir o novo bordel em terras de propriedade da cidade nos arredores da cidade. As prostitutas processaram contra o fechamento da área de Kleine Brinkgasse e acabaram perdendo. Em 1995, o proprietário do Eros Center mudou após a execução hipotecária, e o novo nome "Pascha" foi introduzido. Mais tarde, eles adicionaram casas com o mesmo nome em Salzburgo, Munique e Linz.

## Funcionamento
A casa aluga 126 quartos em 7 andares para prostitutas por uma taxa de 180 euros por dia, que inclui refeições, assistência médica e o imposto de 20 euros que as autoridades cobram por prostituta por dia (incluindo o "imposto de prazer" de Colônia de 6 euros). As mulheres vêm de muitos países; cerca de 30% delas são alemãs. Elas normalmente sentam-se do lado de fora de seus quartos e negociam com clientes que vagam pelos corredores. Algumas das mulheres vivem em seus quartos, outras alugam um segundo quarto para ficar, enquanto outras ainda ficam em seus próprios apartamentos em Colônia.
A casa fica aberta 24 horas por dia; os clientes das prostitutas pagam uma taxa de entrada de 5 euros e então negociam diretamente com as mulheres, que trabalham de forma independente e ficam com todo o dinheiro. Um andar é reservado para serviço de baixo custo e outro para prostitutas transgênero. A casa também contém um hotel regular, uma boate de dança de mesa com entrada separada, vários bares e um bordel separado no estilo clube no último andar.
Em 2003, sexo oral e intercurso custavam cerca de 50 euros. O bordel anuncia uma garantia de devolução do dinheiro em caso de serviço insatisfatório.

## Incidentes
Em junho de 2003, uma trabalhadora do sexo tailandesa foi esfaqueada até a morte por um cliente no Pascha; ela conseguiu apertar o botão de alarme em seu quarto e o pessoal de segurança pegou o assassino. Em janeiro de 2006, outra trabalhadora do sexo foi atacada por um cliente com uma faca. A mulher que trabalhava ao lado alertou a segurança e o agressor foi pego; a vítima sobreviveu.
Em 2004, uma prostituta alemã alegou que Eminem visitou o bordel antes de levá-la de volta para outro hotel próximo para sexo.
Após uma batida policial no bordel em abril de 2005, foi relatado que uma arma e um pouco de cocaína foram encontradas e 23 pessoas foram presas, a maioria delas por suspeita de violação das leis de imigração. Além disso, foi relatado que quatro das prostitutas tinham entre 14 e 15 anos. O bordel não foi multado, no entanto, já que as meninas, que eram da África, pareciam mais velhas e portavam documentos falsos mostrando uma idade mais avançada.
Foi relatado que, em agosto de 2005, duas mulheres, de 19 e 29 anos, alugaram dois quartos no Pascha e anunciaram pela internet que pagariam a qualquer homem 50 euros por sexo; o objetivo era descobrir quem poderia ter mais parceiros em um dia. No final, elas fizeram sexo por 11 horas com um total de 115 homens, e cerca de 1.700 outros tiveram que ser mandados embora. O tabloide alemão Bild transformou a história em manchete no dia seguinte. As mulheres insistiram que pagaram os homens com seu próprio dinheiro de férias e não receberam nenhuma compensação do Bild ou do Pascha. A mulher de 19 anos mais tarde trabalhou no bordel do clube Pascha.
Antes da Copa do Mundo FIFA de 2006 na Alemanha, os muçulmanos protestaram que o bordel insultava o islamismo quando anunciava usando um pôster de 24 metros de altura por 8 metros de largura, montado na lateral do prédio, mostrando uma mulher seminua e as bandeiras de todos os países que se classificaram para a Copa do Mundo de futebol. O slogan no pôster dizia Die Welt zu Gast bei Freundinnen (O mundo como convidado com namoradas), um trocadilho com o slogan da Copa do Mundo daquele ano, Die Welt zu Gast bei Freunden (O mundo como convidado com amigos). Os manifestantes compararam o pôster às charges de Maomé do Jyllands-Posten. Em resposta aos protestos e ameaças de violência, que começaram em 21 de abril de 2006, os proprietários apagaram as bandeiras da Arábia Saudita e do Irã (ambas incluem palavras do Alcorão), embora a bandeira da Tunísia (que não mostra nenhum texto religioso) tenha sido deixada sozinha.
Em março de 2007, o Pascha anunciou que idosos acima de 66 anos receberiam um desconto durante as tardes; metade do preço de 50 euros para uma "sessão normal" seria coberta pela casa.
Em setembro de 2007, um cliente turco tentou atear fogo no Pascha acendendo gasolina na área de entrada; ele também carregava vários coquetéis molotov. Ele já havia tido um conflito com uma prostituta e seguranças e retornou com 10 cúmplices. Ele recebeu uma pena suspensa de dois anos de prisão.
Em 2008, o Pascha ofereceu entrada gratuita vitalícia no bordel e na boate para homens que concordassem em tatuar o logotipo do Pascha em seus braços; cerca de quarenta homens aceitaram a oferta.
Em dezembro de 2008, três dos seguranças do Pascha espancaram um homem albanês que supostamente havia ignorado uma ordem para ficar longe da casa e que poderia estar envolvido na cena do segurança. Os três homens receberam multas e penas suspensas de 18 meses por agressão agravada.
Em dezembro de 2009, o rapper americano 50 Cent deu um show na boate do Pascha.
No Dia das Mães de 2011, o bordel organizou um tour para mulheres; hóspedes femininas normalmente não são admitidas no estabelecimento.
O fundador do Pascha, Hermann Müller, foi condenado a 3 anos de prisão em 4 de setembro de 2017. Isso foi por sonegação fiscal em um de seus bordéis em Munique.
O bordel foi invadido em 5 de setembro de 2017 por cerca de 250 policiais. O promotor Rene Seppi se recusou a dar detalhes sobre a invasão, mas disse que estava relacionada a "acusações graves".
Em setembro de 2020, entrou com pedido de falência devido a perdas financeiras com as restrições da COVID-19. O fechamento afetou aproximadamente 120 profissionais do sexo. Em março de 2021, o bordel foi vendido a um novo proprietário anônimo por onze milhões de euros.
Em junho de 2024, as autoridades invadiram o Pascha, com foco na sonegação fiscal. A polícia e os investigadores fiscais inspecionaram as instalações, concentrando-se na conformidade fiscal das trabalhadoras sexuais. O proprietário reconheceu dificuldades com o pagamento de impostos, atribuindo a confusão a mudanças na taxa fixa de imposto.

## Documentário
Som en Pascha é um documentário de Svante Tidholm que analisa a crise da masculinidade de um ponto de vista feminista. Foi filmado no Pascha ao longo de três anos. O filme apresenta entrevistas com o gerente, um funcionário, uma prostituta, um cliente e algumas cenas de uma orgia no terraço do bordel. Tidholm continuou crítico do negócio.